# 19509 Niigata
19509 Niigata è un asteroide della fascia principale. Scoperto nel 1998, presenta un'orbita caratterizzata da un semiasse maggiore pari a 2,6021572 UA e da un'eccentricità di 0,2166398, inclinata di 12,67155° rispetto all'eclittica.